# ويليام جاي أوزوالد
ويليام جاي أوزوالد (بالإنجليزية: William J. Oswald)‏ هو عالم طحالب ‏ ومهندس أمريكي، ولد في 6 يوليو 1919 في كينغ سيتي في الولايات المتحدة، وتوفي في 8 ديسمبر 2005 في كونكورد في الولايات المتحدة.